# Genbrugskode
Genbrugskode er en særlig kode, der påtrykkes en recirkulerbar vare. Koden viser, hvilket materiale varen er bygget af, hvilket letter arbejdet med at finde ud af, hvorledes en bestemt vare skal recirkuleres.
Systemet blev indført i 1998 og anvender et ikon bestående af recirkuleringstegnet (de tre pile), en talkode og en bogstavkode:
| Ikon/nummer | Kode  | Navn                                                         | Anvendelse                                                   |
| ----------- | ----- | ------------------------------------------------------------ | ------------------------------------------------------------ |
| 1-PETE      | PET   | Polyethylenterefthalat                                       | Plastfolie, flasker                                          |
| 2-HDPE      | PE-HD | High-Density Polyethylen                                     | Affaldsspande, kunsttræ                                      |
| 3-V         | PVC   | Polyvinylchlorid                                             | Vinduesrammer, rør, kemikalieflasker                         |
| 4-LDPE      | PE-LD | Low-Density Polyethylen                                      | Spande, sæbedispensere, plastiktuber                         |
| 5-PP        | PP    | Polypropylen                                                 | Vægbeklædning, industrifiber                                 |
| 6-PS        | PS    | Polystyren                                                   | Blomsterkummer, videobånd, askebægre                         |
| 7-OTHER     | OTHER | Andet plast som akrylglas, polykarbonat, nylon og glasfiber. | Andet plast som akrylglas, polykarbonat, nylon og glasfiber. |
| 20-PAP      | PAP   | Karton                                                       | Indpakning                                                   |
| 21-PAP      | PAP   | Pap                                                          | Indpakning                                                   |
| 22-PAP      | PAP   | Papir                                                        | Aviser, tidsskrifter                                         |
| 40-FE       | FE    | Stål                                                         |                                                              |
| 41-ALU      | ALU   | Aluminium                                                    |                                                              |
| 50-FOR      | FOR   | Træ                                                          |                                                              |
| 51-FOR      | FOR   | Kork                                                         |                                                              |
| 60-TEX      | TEX   | Bomuld                                                       | Beklædning                                                   |
| 61-TEX      | TEX   | Jute                                                         | Beklædning                                                   |
| 70-GL       | GL    | Farveløst glas                                               | Syltetøjsglas, drikkeglas                                    |
| 71-GL       | GL    | Grønt glas                                                   | Øl- og rødvinsflasker                                        |
| 72-GL       | GL    | Brunt glas                                                   | Pilleglas                                                    |